# Omarm
Omarm is het zesde studioalbum van BLØF dat in 2003 via Capitol werd uitgebracht. Het album stond net als zijn voorganger Blauwe ruis en zijn opvolger Umoja vier weken op nummer 1 in de Nederlandse Album Top 100. Het behaalde de platina status in Nederland.
Van het album kwamen in totaal vier singles uit, namelijk: Omarm, Misschien niet de eeuwigheid, Barcelona en Hart tegen hart. Hiervan was Omarm, dat op nummer 8 van de Nederlandse Top 40 stond, het succesvolste. Voor alle vier eerder genoemde singles werden videoclips gemaakt.
Dit album was het eerste Nederlandse album dat als super audio cd (sacd) werd uitgebracht.

## Nummers
Bandleden:

Paskal Jakobsen · Peter Slager · Bas Kennis · Norman Bonink (voormalig: Henk Tjoonk, Chris Götte)

Discografie: